# Međupodsavezna nogometna liga Bjelovar 1969./70.
Međupodsavezna liga Bjelovar, također i kao   Međupodsavezna liga Istok  je bila liga četvrtog stupnja nogometnog prvenstva Jugoslavije u sezoni 1969./70. 
 
Sudjelovalo je 13 klubova, a prvak je bio "Proleter" iz Garešničkog Brestovca. 

## Ljestvica
| mj. | klub                          | ut. | pob. | ner. | por. | gol+ | gol- | bod |
| --- | ----------------------------- | --- | ---- | ---- | ---- | ---- | ---- | --- |
| 1.  | Proleter Garešnički Brestovac | 23  | 16   | 2    | 5    | 71   | 31   | 34  |
| 2.  | Bjelovar                      | 23  | 132  | 5    | 5    | 68   | 29   | 31  |
| 3.  | Garić Garešnica               | 23  | 12   | 3    | 8    | 61   | 43   | 27  |
| 4.  | Fenor Nova Rača               | 23  | 11   | 4    | 8    | 48   | 37   | 26  |
| 5.  | PIK Vrbovec                   | 23  | 11   | 4    | 8    | 48   | 45   | 26  |
| 6.  | Borac Virovitica              | 23  | 9    | 4    | 10   | 50   | 50   | 22  |
| 7.  | Partizan Suhopolje            | 23  | 8    | 6    | 9    | 51   | 63   | 22  |
| 8.  | Drvodjelac Virovitica         | 23  | 9    | 3    | 11   | 47   | 41   | 21  |
| 9.  | Lasta Gudovac                 | 23  | 9    | 2    | 12   | 46   | 53   | 20  |
| 10. | Pitomača                      | 23  | 9    | 2    | 12   | 32   | 41   | 20  |
| 11. | Daruvar                       | 23  | 7    | 3    | 13   | 31   | 51   | 17  |
| 12. | Slavonac Lipik                | 23  | 7    | 3    | 13   | 35   | 65   | 17  |
| 13. | Jedinstvo Gradina             | 12  | 2    | 1    | 9    | 12   | 54   | 5   |

"Jedinstvo" iz Gradine odustao od natjecanja 

## Rezultatska križaljka
| kratica | klub                          | BJE | BOR | DAR | DR | FEB | GAR | LAS | PAR | PIK | PIT | PRO | SLA | JED |
| --- | ----------------------------- | --- | --- | --- | -- | --- | --- | --- | --- | --- | --- | --- | --- | --- |
| BJE | Bjelovar                      |     |     |     |    |     |     |     |     |     |     |     |     |     |
| BOR | Borac Virovitica              |     |     |     |    |     |     |     |     |     |     |     |     |     |
| DAR | Daruvar                       |     |     |     |    |     |     |     |     |     |     |     |     |     |
| DRV | Drvodjelac Virovitica         |     |     |     |    |     |     |     |     |     |     |     |     |     |
| FEN | Fenor Nova Rača               |     |     |     |    |     |     |     |     |     |     |     |     |     |
| GAR | Garić Garešnica               |     |     |     |    |     |     |     |     |     |     |     |     |     |
| LAS | Lasta Gudovac                 |     |     |     |    |     |     |     |     |     |     |     |     |     |
| PAR | Partizan Suhopolje            |     |     |     |    |     |     |     |     |     |     |     |     |     |
| PIK | PIK Vrbovec                   |     |     |     |    |     |     |     |     |     |     |     |     |     |
| PIT | Pitomača                      |     |     |     |    |     |     |     |     |     |     |     |     |     |
| PRO | Proleter Garešnički Brestovac |     |     |     |    |     |     |     |     |     |     |     |     |     |
| SLA | Slavonac Lipik                |     |     |     |    |     |     |     |     |     |     |     |     |     |
| JED | Jedinstvo Gradina             |     |     |     |    |     |     |     |     |     |     |     |     |     |
| |                               |     |     |     |    |     |     |     |     |     |     |     |     |     |
| podebljan rezultat - utakmice od 1. do 13. kola (1. utakmica između klubova) rezultat normalne debljine - utakmice od 14. do 26. kola (2. utakmica između klubova) rezultat nakošen - nije vidljiv redoslijed odigravanja međusobnih utakmica iz dostupnih izvora rezultat smanjen * - iz dostupnih izvora nije uočljiv domaćin susreta prekrižen rezultat - poništena ili brisana utakmica p - utakmica prekinuta 3:0 p.f. / 0:3 p.f. - rezultat 3:0 bez borbe n.i. - nije igrano |                               |     |     |     |    |     |     |     |     |     |     |     |     |     |

 Izvori: